# 1073
| Calendário gregoriano                                                        | 1073 MLXXIII                                           |
| Ab urbe condita                                                              | 1826                                                   |
| Calendário arménio                                                           | 522 – 523                                              |
| Calendário bahá'í                                                            | -771 – -770                                            |
| Calendário budista                                                           | 1617                                                   |
| Calendário chinês                                                            | 3769 – 3770 Início a 10 de fevereiro (aproximadamente) |
| Calendário copta                                                             | 789 – 790                                              |
| Calendário etíope                                                            | 1065 – 1066                                            |
| Calendários hindus - Vikram Samvat - Calendário nacional indiano - Cáli Iuga | 1128 – 1129 994 – 995 4173 – 4174                      |
| Calendário Holoceno                                                          | 11073                                                  |
| Calendário islâmico                                                          | 465 – 466                                              |
| Calendário judaico                                                           | 4833 – 4834                                            |
| Calendário persa                                                             | 451 – 452                                              |
| Calendário rúnico                                                            | 1323                                                   |
| Calendário solar tailandês                                                   | 1616                                                   |

1073 (MLXXIII, na numeração romana) foi um ano comum do século XI do Calendário Juliano, da Era de Cristo, e a sua letra dominical foi F (52 semanas), teve início a uma terça-feira e terminou também a uma terça-feira.
No território que viria a ser o reino de Portugal estava em vigor a Era de César que já contava 1111 anos.
| Ano completo                       |
| ---------------------------------- |
| Ano comum com início à terça-feira |

## Eventos
- 22 de Abril - É eleito o Papa Gregório VII.
- Afonso VI concentra na sua pessoa as coroas de Castela, Leão, Galiza e Portucale.
- Igreja Católica proíbe o casamento de religiosos.
- Abedalá ibne Bologuine sucede ao seu avô Badis como rei zirida de Granada.
- Tamime ibne Bologuine, irmão do anterior, torna-se rei da taifa de Málaga, reinando até 1090, sucedendo ao seu avô Badis.

## Nascimentos
- Afonso I de Aragão, de cognome «o Batalhador» (m. 1134).
- Leopoldo III da Áustria (m. 1136).
- Magno III Descalço, rei da Noruega  (m. 1103).

## Mortes
- 21 de Abril - Papa Alexandre II.
- Go-Sanjo, 71º imperador do Japão.
- Badis ben Habus — rei zirida de Granada desde 1038 e rei de Málaga desde 1058.